# Frederick Connah
Frederick Connah (Warrington, Engleska, 1884. – St. Asaph, Denbighshire, Wales, 20. prosinca 1954.) bio je velški hokejaš na travi. 
Osvojio je brončano odličje na hokejaškom turniru na Olimpijskim igrama 1908. u Londonu igrajući za Wales. 